# 자주민보
자주민보(自主民報)는 대한민국의 인터넷 신문이다.

## 논란
북한을 추종한다는 종북 논란이 계속적으로 불거지고 있었다. 결국 서울특별시는 2013년 11월 자주민보의 등록 취소를 결의하였다. 그러나 2014년 1월부터 정상적으로 운영되고 있다. 자주민보는 2015년 2월 24일 정간 소송에서 최종 패소하여 폐간되었다. 대법원 판결 직전 같은 발행인 명의의 자주일보(自主日報)로 사실상 재창간하였다. 그러나 서울시가 자주일보에 대해 발행정지 3개월 처분을 내리자 전라남도 장성군에 거주하는 농민운동가 홍번 명의로 발행인과 등록지역을 바꾸어 자주시보(自主時報)라는 이름으로 다시 사실상 재창간되었다.